# 長角紋唇盲蝽
長角紋唇盲蝽（学名：Charagochilus longicornis）为盲蝽科唇盲蝽屬下的一个种。